# Kecamatan Geger (distrikt i Indonesien, lat -7,00, long 112,93)
Kecamatan Geger är ett distrikt i Indonesien.   Det ligger i provinsen Jawa Timur, i den västra delen av landet, 700 km öster om huvudstaden Jakarta. Kecamatan Geger ligger på ön Madura.